# 翁遂
翁遂（1431年—？），字允威，浙江紹興府餘姚縣人，明朝政治人物。

## 生平
浙江鄉試第二十名。天順八年（1464年）甲申科會試第三十四名，殿試登進士第三甲第一百六十八名，出爲陝西僉事。成化二十三年（1487年），升陕西按察使司副使。

## 家族
曾祖翁伯恭。祖父翁瑤。父翁泳。